# 玛丽莲·奥科罗
玛丽莲·奥科罗（英語：Marilyn Okoro，1984年9月23日—），英国女子田径运动员，主攻800米跑。她曾代表英国参加2008年夏季奥林匹克运动会田径比赛，获得女子4×400米接力铜牌。